# Volkspolizei

Distintivo da DV

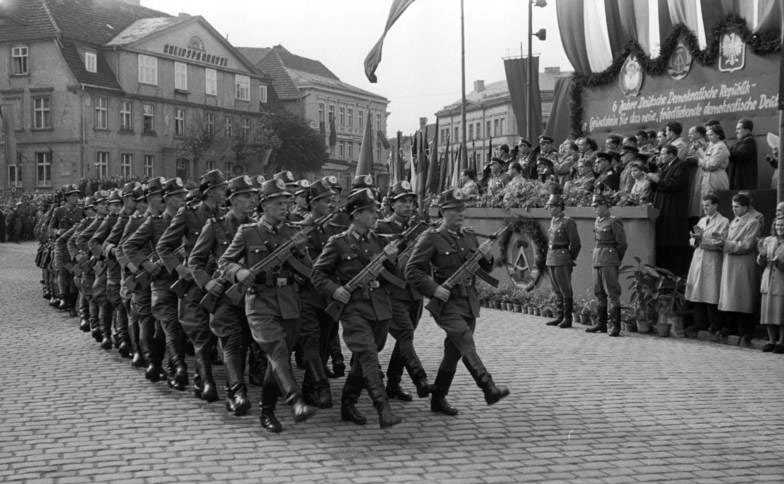
Desfile da DV em Neustrelitz em 1955

Selo da antiga RDA que comemora a Volkspolizei

A Deutsche Volkspolizei (DV, "Polícia Popular Alemã") ou apenas Volkspolizei, foi um corpo de polícia nacional da República Democrática Alemã. Formou-se logo após o final da Segunda Guerra Mundial na Europa e aboliu-se com a Reunificação da Alemanha. Os seus agentes recebiam o nome de VoPos. Entre outras tarefas, os VoPos foram encarregados de vigiar zelosamente e disparar a matar quem pretendesse atravessar o Muro de Berlim ou a restante fronteira interna alemã para fugir.